# St. Agatha (Leveste)

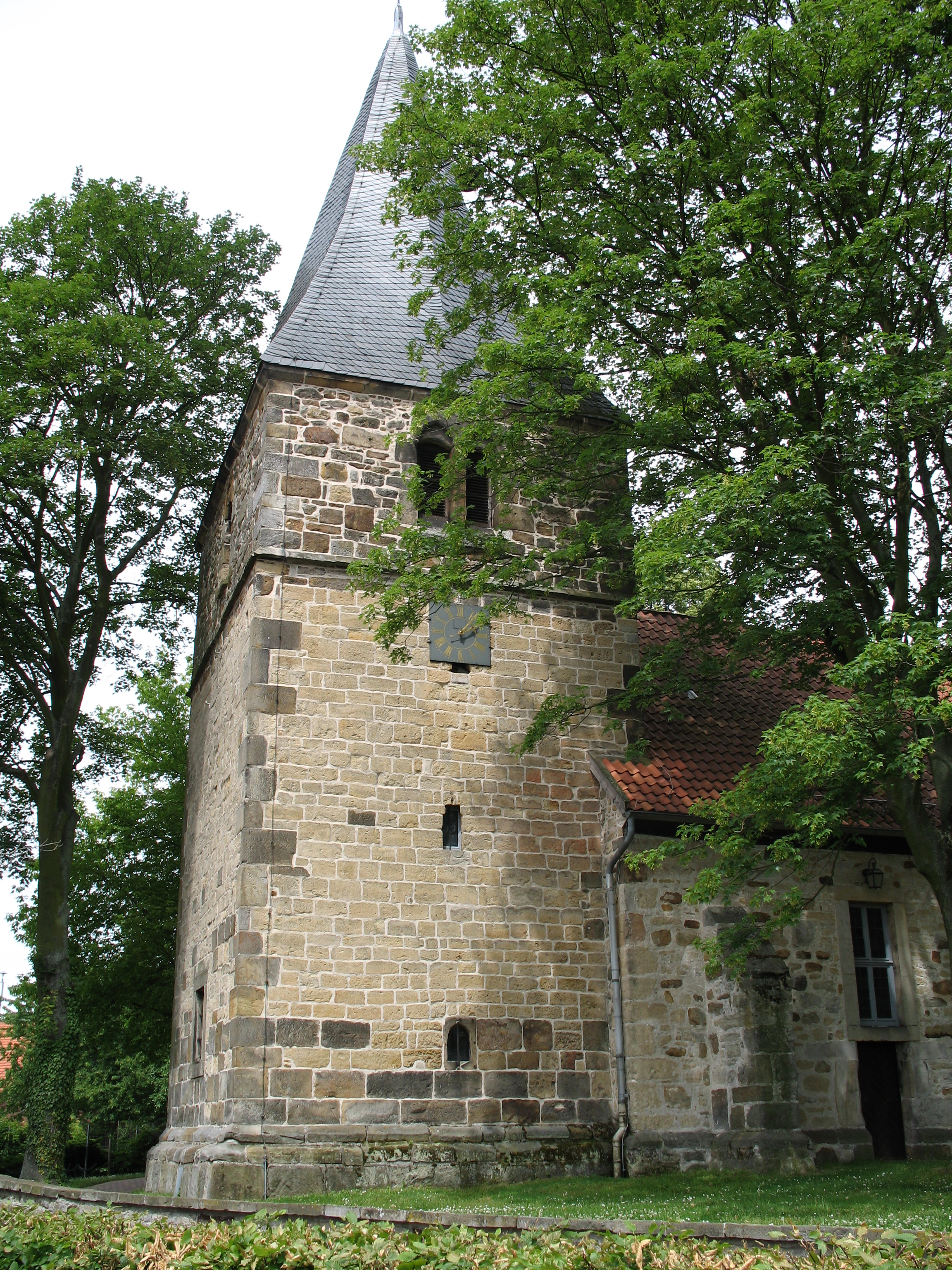
Leveste, St. Agatha

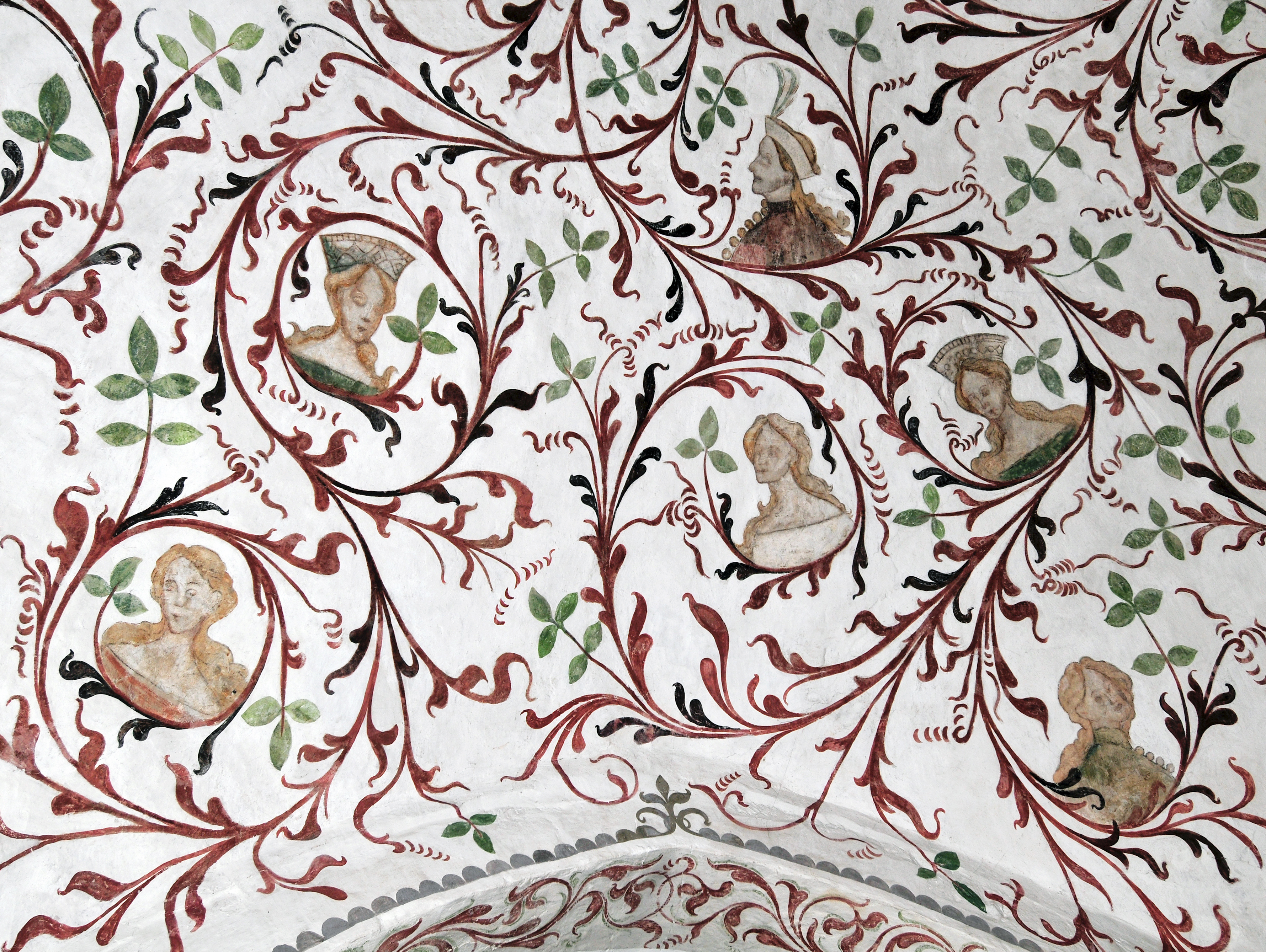
Gotische Fresken aus der Zeit um 1400 in der Kirche

Die evangelisch-lutherische Kirche St. Agatha steht in Leveste, einem Stadtteil der Stadt Gehrden in der Region Hannover. Die Kirchengemeinde gehört zum Kirchenkreis Ronnenberg im Sprengel Hannover der Evangelisch-lutherischen Landeskirche Hannovers.

## Beschreibung
Die 1229 nachweisbare, aus Bruchsteinen gebaute Saalkirche war ursprünglich im Besitz des Bistums Minden. Sie wird 1239 vom Grafen Reden dem Kloster Marienwerder geschenkt. Der Kirchturm im Westen wurde am Anfang des 13. Jahrhunderts aus Quadermauerwerk errichtet. Das oberste Geschoss ist jedoch aus Bruchsteinen. Über dem Kaffgesims befinden sich in spitzbogigen Blenden die Klangarkaden, die im Süden und im Norden als Biforien ausgebildet sind. Hinter ihnen liegt der Glockenstuhl, in dem eine von Schrader gegossene Kirchenglocke hängt. Der Turm ist mit einem achtseitigen, schiefergedeckten Helm versehen.
Die gotischen Fresken im Chor und im Orgelgewölbe stammen aus dem 15. Jahrhundert, während die gotischen Fresken im Kirchenschiff in den Zeitraum 1370 bis 1430 datiert werden. Die Fresken sind weitgehend im Originalzustand erhalten. Wer im Mittelalter in der Kirche stand und nach oben in das Gewölbe blickte, sah dort die vorbildhaften Personen der Kirche. Daraus entwickelte sich der deutsche Begriff „die da oben“. Später sind die Fresken mit weißer Farbe übermalt worden. Dank dieser Übermalung sind die Fresken originalgetreu erhalten. Im Jahr 1924 wurden die übermalten Fresken entdeckt und freigelegt. Heute haben die Fresken für Wissenschaftler, Filmregisseure, Schauspieler und Kostümbildner eine große Bedeutung, weil sie die Mode der Zeit um 1400 originalgetreu wiedergeben.
Die Längswände des Kirchenschiffs, das drei Joche hat, sind aus Bruchsteinen. Sie werden innen und außen von Strebepfeilern gestützt, um den Gewölbeschub des Kreuzgewölbes aufzunehmen. Das Vestibül im Turm hat zum Kirchenschiff eine spitzbogige Öffnung. Im Osten wurde 1784 eine Sakristei aus Holzfachwerk angebaut. Die ursprüngliche Sakristei in einem Anbau im Norden wurde zu einer Grabkammer für die Freiherren von Knigge umgebaut. Der Altar wurde mit der Kanzel von 1722 im Jahr 1784 zum Kanzelaltar umgebaut. Um 1660 wurde im Westen eine Empore eingebaut, wohl zeitgleich entstand die Patronatsloge.
Die drei Glocken zum Läuten wurden 1608, 1923 und 1926 (beide von der Glockengießerei Radler in Hildesheim) gegossen, die Uhrschlagglocke 1878.